# Marsha Mason
Marsha Mason (San Luis, Misuri, 3 de abril de 1942) (inicialmente, también Marcia Mason) es una actriz y directora de televisión estadounidense nominada al Premio Óscar como mejor actriz en cuatro ocasiones, en 1974, 1977, 1979 y 1981, dos veces premiada con el Globo de Oro y ganadora del Premio Emmy.

## Biografía
Hija de Edward Marion Mason, Jr., y Catharine Kentwood-Mason, creció con su hermana menor Linda (1943) en Elmont Lane, Crestwood, Misuri, graduándose en la Universidad de Webster. Estudió en Nueva York en el HB Studio de Uta Hagen y Herbert Berghof.
Fogueada en la compañía de teatro de repertorio American Conservatory Theatre de San Francisco dirigida por Bill Ball donde interpretó Hedda Gabler, Cyrano de Bergerac, Casa de muñecas, El mercader de Venecia y Las brujas de Salem, entre otras.
En Nueva York debutó en 1965 en Flor de cactus y  El parque de los ciervos de Norman Mailer. En 1972 debuta en cine en Blume in Love de Paul Mazursky junto a George Segal. En 1973, el autor Neil Simon la eligió para la puesta en escena en Broadway de su pieza The Good Doctor. Un año después se casaban y ella protagonizaba junto a James Caan la película Cinderella Liberty que le granjeó su primera nominación a Oscar y su primer Globo de Oro. La pareja se mudó a Hollywood.
En 1977, recibió el Globo de Oro a la mejor actriz de comedia, una nominación al Premio BAFTA y la segunda nominación al Oscar por La chica del adiós, de Neil Simon. En 1979 fue Jennie MacLaine en la adaptación cinematográfica de la obra de Simon Chapter Two, basada en la relación entre ambos que le valió su tercera nominación como mejor actriz.
En 1981, Mason protagonizó Solo cuando me río, adaptación de la pieza de Simon, The Gingerbread Lady (originalmente escrita para teatro para Maureen Stapleton) conquistando una cuarta nominación. Al año siguiente con Max Dugan Returns, halló su primer fracaso pese a estar acompañada por Donald Sutherland, Jason Robards y Matthew Broderick.
Para ese entonces, en 1983 Simon y Mason se divorciaron y su carrera fílmica decayó rápidamente pese a filmar con Clint Eastwood en 1986 Heartbreak Ridge y dirigir para televisión en 1987, Little Miss Perfect. 
En 1996 protagonizó La noche de la iguana en Nueva York y en 1999 en Londres reunida con Richard Dreyfuss para El prisionero de la Segunda Avenida, de Neil Simon, en el Royal Haymarket Theatre.
En 2001, encarnó a Ethel Gumm, la madre de Judy Garland en la película para TV Life With Judy Garland: Me And My Shadows con Judy Davis, y en agosto de 2005 reapareció en Broadway en Steel Magnolias, junto a Delta Burke, Frances Sternhagen, Rebecca Gayheart, Lily Rabe y Christine Ebersole.
Otras apariciones en televisión incluyen Seinfeld, Lipstick Jungle, Army Wives y Frasier que le valió el Premio Emmy en 1997.
En el 2005 aparece en TV en la serie JAG como una juez civil. En el 2006 fue la protagonista de Hécuba, de Eurípides, en el Chicago Shakespeare Theatre, y trabajó en Impressions, de Michael Jacob, con Jeremy Irons y Joan Allen.
En 1993 se estableció en Santa Fe, Nuevo México donde dirigió El jardín de los cerezos y fundó en Abiquiú, Nuevo México –paraje donde vivió la artista Georgia O'Keefe– un establecimiento de agricultura ecológica para hierbas medicinales basado en la teoría de la agricultura biodinámica de Rudolf Steiner llamado Resting In The River en el vecindario donde reside Shirley MacLaine quien sugirió el lugar para la granja.
Practicante de la meditación Siddha Yoga de Swami Muktananda, en el 2000 publicó sus memorias: Journey: A Personal Odissey.
Es ávida corredora de carreras de autos, finalizó segunda en 1993 en su división piloteando un Mazda RX-7.
Previo a su matrimonio con Neil Simon, estuvo casada con Gary Campbell entre 1965 y 1970.
En sus primeras apariciones también figura como Marcia Mason.
Ha recibido el premio a la trayectoria en su ciudad natal en el Festival Internacional de Saint Louis 2002 y en 2001 en el Festival de Cine de Temecula Valley en Temecula (California).

## Premios y distinciones
Premios Óscar
| Año  | Categoría    | Película                           | Resultado |
| ---- | ------------ | ---------------------------------- | --------- |
| 1974 | Mejor actriz | Permiso para amar hasta medianoche | Nominada  |
| 1978 | Mejor actriz | La chica del adiós                 | Nominada  |
| 1980 | Mejor actriz | Capítulo dos                       | Nominada  |
| 1982 | Mejor actriz | Sólo cuando me río                 | Nominada  |